# Бартоломео Кристофори
Бартоломео Кристофори ди Франческо (итал. Bartolomeo Cristofori di Francesco; Падова, 4. мај 1655 — Фиренца, 27. јануар 1731) је био италијански произвођач музичких инструмената. Најпознатији је по томе што се сматра изумитељем клавира, инструмента са диркама код којег се тон производи ударима филцем прекривеног чекића о металну затегнуту жицу. Један од примерака клавира који је направио Кристофори чува се у Музеју Метрополитен у Њујорку, док се други налазе у Лајпцигу и Риму.

## Биографија
Доступни извори о Кристофоријевом животу укључују записе о његовом рођењу и његовој смрти, два тестамента, рачуне које је подносио својим послодавцима, те један интервју који је обавио италијански писац и критичар Шипионе ди Мафеи. Од осталих докумената сачуване су неке Мафеине белешке и објављени новински чланци.
Кристофори је рођен у Падови, у Млетачкој републици. О његовом раном животу зна се веома мало. Причало се да је радио као шегрт великог произвођача виолина Никола Аматија, и то на основу појављивања Кристофоријевог имена у записима пописа становништва из 1680. године; у попису је писало да је „Кристофаро Бартоломеи” (итал. Christofaro Bartolomei) живио у кући Аматија у Кремони. Међутим, како истиче њујоршки произвођач виолина Стјуарт Поленс, Кристофаро никако није могао да буде Бартоломео Кристофори, јер се у попису из 1680. наводи да Кристофари има 13 година, док је Бартоломео Кристофори — према сачуваној крштеници — у то време имао 25 година. Поленс такође износи и чврсте (често непобитне) доказе који доводе у питање аутентичност неких од виолончела и других инструмената за чији се настанак везује Кристофоријево име.
Можда најважнији догађај из Кристофоријевог живота јесте први о ком постоји запис: 1688. године, с навршене 33 године живота, Кристофори почиње да ради на двору Фердинанда де Медичија, великог војводе Тосканског и једног од чланова лозе славне банкарске породице Медичи, која је Фиренцом владала од 14. до 18. века. Тоскана је у то доба још била мала независна држава.
Није познато како је Фердинандо запослио Кристофорија, али се са сигурношћу зна да је 1688. године кнез путовао у Венецију на карневал који се тада одржавао. То би могло да значи да је упознао Кристофорија при проласку кроз Падову на путу кући, али доказа за то нема. Фердинандо је тражио новог мајстора који би се бринуо о бројним дворским музичким инструментима, јер је претходни умро непосредно пред кнежев пут. Било како било, чини се као сасвим могуће да је принц желео да доведе Кристофорија не само као слугу и мајстора, него баш као изумитеља музичких инструмената. Било би помало чудно да се код Кристофорија до 33. године није испољила иновативност која га је касније прославила.

### Смрт
Кристофори је умро у Фиренци, 27. јануара 1731. године. Тачан узрок смрти није познат.

## Кристофоријеви клавири
Тачан број клавира које је направио Бартоломео Кристофори није познат. Само су три, међутим, сачувана до данас, а датирају из двадесетих година 18. века:
- Клавир из 1720. године, који се налази у Музеју Метрополитен у Њујорку, накнадно су дорађивали каснији произвођачи; облоге кућишта замењене су 1938. године, а 54-октавни распон померен је за отприлике половину октаве, од F', G', A'—c до
C—f. Иако је клавир и данас исправан, према речима произвођача музичких инструмената Дензила Рајта „његово оригинално стање је неповратно изгубљено”, а немогуће је да се изнађе начин на који би се клавир обновио и звучао као онда кад је био нов.[3]
- Клавир из 1722. године налази се у Националном музеју музичких инструмената у Риму. На њему је било могуће свирати у распону од четири октаве (C—c³), а имао је и una corda педал (леви педал који се користи за постизање меког и баршунастог звука). Овај клавир су оштетили црви, тако да данас није у исправном стању.
- Клавир из 1726. године чува се у Музеју музичких инструмената Лајпцишког универзитета. Има распон од четири октаве (C—c³) као и клавир из 1722. године, са уграђеним una corda педалом. На том инструменту није могуће свирати, али су сачувани трајни снимци звука који је производио.[3]

Сва три интрумента носе исти латински натпис:
 [датум],
уз датум исписан римским бројевима. Значење натписа је следеће: „Бартоломео Кристофори од Падове, изумитељ, израдио [клавир] у Фиренци на дан... [датум].”

## Сачувани инструменти
Девет инструмената сачуваних до данас приписује се Кристофорију, а они укључују:
- три клавира (из 1720, 1722. и 1726. године) описана горе,
- два овална спинета (из 1690. и 1693. године), од којих се раније произведени чува у Музеју музичких инструмената (одел Галерије Академије ликовних уметности у Фиренци), а други у Музеју музичких инструмената Лајпцишког универзитета,
- спинетон, који се такође чува у лајпцишком музеју,[5]
- чембало (из 17. века) с кућиштем израђеним од ебановине, које се чува у Музеју музичких инструмената у Фиренци (слика на веб-сајту произвођача чембала Тонија Чинерија),
- чембало (из 1722. године), које се чува у лајпцишком музеју,[5] те
- чембало (из 1726. године), које се такође чува у лајпцишком музеју, а које има диспозицију 1 x 8', 1 x 4', 1 x 2' и које је једино италијанско чембало са двопедалним системом; инструмент илуструје Кристофоријеву генијалност и досетљивост, располажући с великим бројем полуга и продужетака који свирачу осигуравају огромну флексибилност при одабиру тонова; постоји шест основних „регистрација”: 8', 8'+4', 4', 4'+2', 2', 8'+4'+2', а као додатак свирач може да дода 4', 2' или 4'+2' на 8' стопу у нотама распона баса.[6]

Међу инструментима који датирају из позног периода Кристофоријевог живота вероватно има и оних које је израдио његов помоћник Ђовани Ферини, који је наставио са израдом клавира и после Кристофоријеве смрти, користећи исту конструкцију.